# 여자 (2001년 드라마)
여자는 SBS에서 방영되었던 드라마이다.

## 제작진
- 연출 : 오세강

## 출연진
- 김주승
- 서범석
- 이성용
- 이세연
- 이응경
- 이진우